# Les Alchimistes du verbe
 (septembre 2024).
Si vous disposez d'ouvrages ou d'articles de référence ou si vous connaissez des sites web de qualité traitant du thème abordé ici, merci de compléter l'article en donnant les références utiles à sa vérifiabilité et en les liant à la section « Notes et références ».
Les Alchimistes du Verbe est une maison d'édition française, fondée en janvier 2006 près de Nantes.
Située en Vendée, elle édite des romans, de la poésie, des nouvelles mais aussi du policier, de la Fantasy, de la SF, des livres d'ésotérisme et de spiritualité entre autres.

## Auteurs
Par ordre alphabétique : 
- Erwan Bargain
- Diane Claverys
- Nicolas Desmarets
- Rodrigo Durand Campos
- Benoît Gastou
- Claude Guibbert
- Claude Lafargue
- Eric Lemoine
- Francis Marchetti
- Virginie Jouannet Roussel
- Neil Thomas